# Cuthbert (Georgia)
Cuthbert település az Amerikai Egyesült Államok Georgia államában, Randolph megyében, melynek megyeszékhelye is. Lakosainak száma 3143 fő (2020. április 1.).

## Népesség
A település népességének változása:
| Lakosok száma | 3425 | 3873 | 3143 |
|               | 2009 | 2010 | 2020 |